# Vilmar Zanchin
Vilmar Perin Zanchin (Marau, 13 de fevereiro de 1972) ou simplesmente Vilmar Zanchin é um advogado e político brasileiro filiado ao Movimento Democrático Brasileiro (MDB).

## Biografia
Nascido em Marau, no Rio Grande do Sul, Vilmar Perin Zanchin formou-se em Direito pela Universidade de Passo Fundo (UPF). Sua trajetória política teve início ainda na juventude, através do movimento estudantil.

## Carreira política

### Atuação municipal
Vilmar Zanchin possui uma vasta experiência na política municipal de Marau. Ele atuou como vereador e Presidente da Câmara Municipal entre 1997 e 2000. Posteriormente, exerceu o cargo de vice-prefeito de 2001 a 2004 e foi prefeito por dois mandatos consecutivos, de 2005 a 2012.

### Atuação em associações municipalistas
Zanchin é reconhecido por sua atuação em defesa dos interesses dos municípios gaúchos. Presidiu a Associação dos Municípios da Encosta Superior do Nordeste (AMESNE) entre 2009 e 2010. De junho de 2010 a junho de 2011, esteve à frente da Federação das Associações de Municípios do Rio Grande do Sul (Famurs), e entre 2012 e 2013, presidiu a Associação dos Municípios do Planalto (AMPLA). Ele defende a cultura da regionalização como forma de unir esforços para solucionar problemas comuns às cidades.

### Deputado estadual
Vilmar Zanchin foi eleito para seu primeiro mandato como deputado estadual nas eleições de 2014, pelo PMDB, com 41.488 votos. Nas eleições de 2018, foi reeleito com 37.161 votos e, nas eleições de 2022, conquistou seu terceiro mandato com 44.367 votos, representando o povo gaúcho na Assembleia Legislativa do Rio Grande do Sul.
Durante seus mandatos na Assembleia, Zanchin focou em bandeiras como o municipalismo, o agronegócio e a busca por um Estado mais eficiente e com finanças equilibradas. Ele presidiu a Comissão de Constituição e Justiça (CCJ) por duas vezes e a Comissão Especial do Pacto Federativo. Também foi responsável pela instalação da Frente Parlamentar dos Consórcios Públicos na Assembleia Legislativa.

### Presidente da Assembleia Legislativa
Em 31 de janeiro de 2023, Vilmar Zanchin foi eleito por unanimidade o novo Presidente da Assembleia Legislativa do Rio Grande do Sul, para um mandato de um ano. Sua eleição marcou o início de um rodízio entre as quatro maiores bancadas do parlamento gaúcho no comando da Assembleia.
Em seu discurso de posse, Zanchin enfatizou a importância do espírito público, responsabilidade e serenidade na condução das instituições, destacando que os interesses da sociedade devem sempre prevalecer acima de qualquer diferença.

### Governador em exercício
Entre os dias 8 e 10 de janeiro de 2024, Vilmar Zanchin exerceu a função de Governador do Estado em exercício, durante a ausência do titular.